# Травневе (Житомирський район)
Тра́вневе — (раніше — Едвардорф, до 1963 р.- Іванівка) село в Україні, у Житомирському районі Житомирської області. Входить до складу Старосілецької сільської громади. Населення становить 229 осіб.

## Історія
Наприкінці XVIII століття поселення отримало назву Евандорф (також зустрічається варіант Едвардорф, Іванівка, Березівська Слобідка) від імені дружини Криштофа Чайковського (пол. Krzysztof Czajkowski) Еви.
З 1816 року Евандорф Коростишівської волості Радомисльского повіту Київської губернії належить дворянину Йосипу Гнатовичу Зубовському. Йосип Зубовський мав двох синів — Владислава та Станіслава. Наступними власниками були діти та онуки Владислава Йосиповича.
За даними 1914 року хутір було розділено між наступними власниками: Владислав Феліціанович Зубовський, Болеслав-Стефан Феліціанович Зубовський, Франц Лукич Корзун, Людвіка Владиславівна Голованська (Зубовська), Ядвіга Владиславівна Єзерська (Зубовська).
До 8 квітня 1963 року село мало назву Іванівка, згодом перейменовано на Травневе.
У 1923 та 1928—54 роках — адміністративний центр Іванівської сільської ради Коростишівського району.